# Podgrad, Žrelec
Podgrad (nemško Rottenstein) je naselje v Občini Žrelec v Okraju Celovec-dežela na Koroškem v Avstriji.